# Седмица пехара (тарот карта)
Седмица пехара је тарот карта мале Аркане у боји пехара.

## Симболика Рајдер-Вејта
Уопштено, Вејт описује ове чаше као чудне путире вида. Сви су горе на облаку, што може одражавати њихову неутемељену, непрактичну или пролазну природу и претерану машту или конфузију фигуре која их призива. Сходно томе, они су повезани са жељама.
Постоји одређени спор око тога шта значе 7 симбола у шољама, али таротолози имају неке спекулације о значењу. Тачни елементи ове визије могу бити мање важни од самог чина њиховог дочаравања.
Према некима, ова карта представља самообману, док други наглашавају избор или искушење. У ретким и екстремним околностима, то може указивати на откривење трансценденталне духовне истине.

Чини се да пехари нуде:
- Људска глава – може представљати потенцијалног пратиоца трагаоца (љубав); такође, лице пророчишта које даје одговоре и мудрост на сва питања.
- Застрта, светлећа фигурица – може представљати горућу потребу за самопросветљењем мађионичара.
- Змија - може представљати животињску страст и жељу. Алтернативно, неки сматрају да змија представља моћно трансформативно знање. Змија око Маговог струка може понудити увид у Вејтову намеру са овим укључењем.
- Замак или кула – може представљати моћ и стабилност, или нечију родну земљу. (за разлику од Куле )
- Остава блага - вероватно представља богатство и обиље.
- Ловоров венац – највероватније представља победу, част и статус. Обратите пажњу на сенку попут лобање на самој чаши, која може указивати на велике опасности од сујете и гордости ( смртни грех ).
- Змај – у складу са хришћанском сликом шпила, вероватније је симбол зла, беса и зависти, несреће. Данас се змајеви углавном повезују са фантазијом, натприродним, магијом.

## Обрнуто
Период јасноће након времена конфузије. То такође може указивати на то да су дугогодишњи снови или амбиције поништени, било добро или лоше.